# إبراهيم بن أبي عبلة
إبراهيم بن أبي عبلة المقدسي، قيل اسمه شمر بن يقظان بن عامر بن المرتحل العقيلى بضم العين، وفتح القاف. وقيل اسمه عقيل من بني عقيل بن كعب بن ربيعة بن عامر بن صعصعة بن أبي عبلة، ويقال: أبو إسماعيل، ويقال: أبو سعيد، ويقال: أبو إسحاق العقيلي الشامي المقدسي، ويقال: أبو العباس المقدسي، ويقال: الرملي، ويقال: الدمشقي، كان الوليد بن عبد الملك يوجهه إلى بيت المقدس يقسم فيهم العطاء.
من بقايا التابعين، ولد بعد الستين
مات سنة إحدى أو اثنتين وخمسين ومائة.

## من أقواله
- قال محمد بن حمير عن إبراهيم بن أبي عبلة: من حمل شاذ العلم حمل شرا كبيرا.[4]
- قال النسائي: أخبرني صفوان بن عمرو، قال: حدثنا محمد بن زياد أبو مسعود من أهل بيت المقدس، قال: سمعت إبراهيم بن أبي عبلة وهو يقول لمن جاء من الغزو: قد جئتم من الجهاد الأصغر، فما فعلتم في الجهاد الأكبر؟ قالوا: يا أبا إسماعيل: وما الجهاد الأكبر ؟ قال: جهاد القلب.[5]
- قال سلم بن ميمون الخواص: حدثنا محمد أبو عثمان المقدسي عن إبراهيم بن أبي عبلة، قال:[6]

## الجرح والتعديل
- وثقه يحيى بن معين، والنسائي. وكان الوليد بن عبد الملك يبعثه بعطاء أهل القدس فيفرقه فيهم.
- قال الحاكم: قلت للدارقطني: إبراهيم بن أبي عبلة؟ قال: الطرق إليه ليست تصفو، وهو في نفسه ثقة.[7]
- قال عباس الدورى والمفضل بن غسان الغلابى، وإبراهيم بن عبد الله بن الجنيد عن يحيى بن معين: ثقة.[5]
- قال على ابن المديني: كان أحد الثقات.[5]
- قال الخطيب: ثقة من تابعي أهل الشام يجمع حديثه.[8]
- قال أبو حاتم: صدوق.[5]
- قال ابن عبد البر: كان ثقة فاضلا له أدب ومعرفة، وكان يقول الشعر الحسن.[2]
- قال محمد بن يحيى الذهلى: يا لك من رجل.[5]
- قال الدارقطني: الطرقات إليه ليست بصفو، وهو بنفسه ثقة، لايخالف الثقات، إذا روى عنه ثقة.[4]
- ذكره ابن حبان في الثقات.[9]
- قال ضمرة بن ربيعة عن إبراهيم بن أبي عبلة: قدم الوليد بن عبد الملك فأمرني فتكلمت، قال: فلقيني عمر بن عبد العزيز فقال: يا إبراهيم، لقد وعظت موعظة وقعت من القلوب.[4]
- قال ضمرة بن ربيعة: ما رأيت لذة العيش إلا في خصلتين: أكل الموز بالعسل في ظل صخرة بيت المقدس، وحديث ابن أبي عبلة، فلم أر أفصح منه.[4]
- قال البخاري: سمع ابن عمر.[10]
- أخرج الطبراني من طريق إبراهيم قال: رأيت ابن عمر يحتبى يوم الجمعة [11]
- قال الذهبي: أرسل عن ابن عمر.[12]
- قال العلائى: لم يدرك ابن عمر.[13]
- قال النسائي: ليس به بأس.[14]

## شيوخه
حَدث إبراهيم بن أبي عبلة عن كلاً من:
- أبان بن صالح
- أنس بن مالك
- بلال بن أبي الدرداء
- أبى الزاهرية حدير بن كريب
- خالد بن معدان
- رجاء بن حيوة
- روح بن زنباع
- شريك بن حباشة النميرى
- أبى عبلة شمر بن يقظان
- أبى أمامة صدى بن عجلان الباهلى
- طلحة بن عبيد الله بن كريز الخزاعى
- عبد الله بن الديلمى
- عبد الله بن عمر بن الخطاب
- عبد الله بن محيريز الجمحي
- عبد الواحد بن قيس
- عدى بن عدى الكندى
- عطاء بن أبي رباح
- أبى الجلاس عقبة بن سيار
- عقبة بن وساج
- عكرمة مولى ابن عباس
- عمر بن عبد العزيز
- عنبسة بن أبي سفيان
- العلاء بن زياد بن مطر العدوى
- الغريف بن عياش الديلمى
- محمد بن عجلان
- محمد بن مسلم الزهري
- الوليد بن عبد الرحمن الجرشي
- يحيى بن أبي عمرو السيباني
- أبى الأنصاري ابن أم حرام امرأة عبادة بن الصامت
- أبى الأبيض العنسي
- أبى حفصة الشامي
- أبى سلمة بن عبد الرحمن بن عوف
- أبى يزيد الأردني
- أم الدرداء الصغرى

## تلاميذه
حَدث عن إبراهيم بن أبي عبلة كلاً من :-
- إسماعيل بن عبد الله السكوني
- أيوب بن سويد الرملي
- بطريق بن يزيد بن مسلم بن عبد الله الكلبي
- بقية بن الوليد
- بكر بن مضر المصري
- خالد بن يزيد بن صالح بن صبيح المري
- رباح بن الوليد الذماري
- رديح بن عطية المقدسى
- سعيد بن عبد العزيز
- سليمان بن وهب
- شداد بن عبد الرحمن الأنصاري
- ضمرة بن ربيعة
- طلحة بن زيد الرقى
- عبد الله بن سالم الحمصى
- عبد الله بن شوذب
- عبد الله بن المبارك
- عبد الرحمن بن عمرو الأوزاعي
- عبد السلام بن عبد القدوس بن حبيب
- عثمان بن عبد الرحمن التيمي
- عراك بن خالد بن يزيد بن صالح بن صبيح المري
- عقبة بن علقمة البيروتي
- عمرو بن بكر السكسكي
- عمرو بن الحارث المصري
- غياث بن إبراهيم النخعي
- قتادة بن الفضيل الرهاوي
- كثير بن مروان
- كثير بن الوليد
- الليث بن سعد
- مالك بن أنس
- مالك بن مهران الدمشقى
- محمد بن إسحاق بن يسار
- محمد بن حمير السليحي
- أبو مسعود محمد بن زياد المقدسي
- محمد بن عبد الله بن علاثة
- محمد بن محصن العكاشي
- مروان بن شجاع الجزري
- مسلمة بن على الخشني
- معقل بن عبيد الله الجزري
- هانى بن عبد الرحمن بن أبي عبلة
- الوليد بن رباح الذماري
- رباح بن الوليد
- يحيى بن أيوب المصري
- يحيى بن حمزة الحضرمي
- يونس بن يزيد الأيلي